# Partido Comunista del Pueblo Andaluz
Partido Comunista del Pueblo Andaluz (PCPA) Partit comunista d'Andalusia, de tendència marxista-leninista i federat amb el Partit Comunista dels Pobles d'Espanya. Forma part del Bloque Andaluz de Izquierdas, formació en la qual es va presentar per a concórrer a les eleccions municipals i autonòmiques espanyoles de 2007 i a les eleccions al Parlament d'Andalusia de 2008.
Va sorgir, igual que el PCPE a mitjans dels anys 80, com escissió del Partit Comunista d'Espanya, el PCPA, al seu torn, com escissió del Partit Comunista d'Andalusia. La seva seu està en Sevilla, i les seves zones de major activitat dintre del territori andalús són la província de Sevilla, la de Màlaga i la localitat de Huétor-Tájar a Granada.